# Yigoga rubra
Yigoga rubra är en fjärilsart som beskrevs av Bang-haas 1910. Yigoga rubra ingår i släktet Yigoga och familjen nattflyn. Inga underarter finns listade i Catalogue of Life.